# Suite para clave en re menor, HWV 437

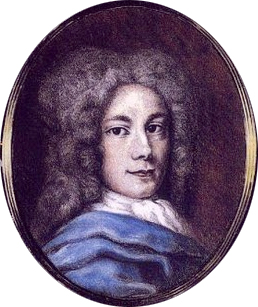
Händel hacia 1710.

La Suite para clave en re menor, HWV 437, también conocida como Suite de pièce vol. 2 n.º 4, es una pieza para instrumento de tecla solista (clavecín) que fue compuesta por Georg Friedrich Händel entre 1703 y 1706. El movimiento más conocido de esta suite es el cuarto, titulado Sarabanda o Zarabanda, debido a la inclusión de una versión orquestal del mismo en la película Barry Lyndon, de Stanley Kubrick, en 1975.

## Historia

### Composición
La composición de la pieza se desarrolló entre 1703 y 1706. Las comparaciones entre las composiciones para instrumento de tecla solista de Johann Sebastian Bach y las de Händel suelen ser desfavorables para el segundo. A principios del siglo XVIII Bach y Händel fueron de los mejores intérpretes de tecla de Europa. Sin embargo, según Rovi Staff la producción para clave de Händel tiene muy poco de la profunda simetría y el barniz que han hecho famosa la de Bach, o incluso el sencillo brío que se encuentra en obras similares del gran maestro italiano Domenico Scarlatti. Como resultado, las obras de Händel en este género desafortunadamente han caído en el olvido. Händel nunca tuvo la intención de publicar nada de su obra y en general tuvo aún menos cuidado con la música que no estaba destinada al consumo público que con las óperas y oratorios comerciales sobre los que aún descansa su reputación. Sus más de 25 suites para clavecíni fueron probablemente concebidas para su uso pedagógico tanto como para su interpretación, aunque el propio compositor a menudo las tocaba -o improvisaba- para sus amigos, estudiantes y empleadores.

### Publicación
La primera edición de esta obra fue llevada a cabo en 1733 bajo el título Suites de Pièces. Durante la vida del autor se imprimieron dos colecciones de suites: una en 1720 con ocho suites y otra en 1733 con nueve. El volumen de 1720 se publicó para contrarrestar la publicación de las mismas obras por parte de un editor holandés sin el consentimiento del compositor. El volumen de 1733 puede o no haber sido aprobado por Händel, aunque en el prefacio del volumen anterior había prometido publicar más obras para teclado. También hay una docena o más de suites no publicadas en vida del autor, algunas de las cuales permanecieron desconocidas hasta el siglo XX.

## Estructura y análisis
La pieza consta de cinco movimientos:
| Movimiento    | Referencia Grove | Referencia Händel-Gesellschaft | Referencia Hallische Händel-Ausgabe |
| ------------- | ---------------- | ------------------------------ | ----------------------------------- |
| I. Preludio   | 107              | xlviii, 149                    |                                     |
| II. Alemanda  | 108              | ii, 81                         | iv/5, 29                            |
| III. Courante | 109              | ii, 82                         | iv/5, 30                            |
| IV. Sarabanda | 110              | ii, 82                         | iv/5, 31                            |
| V. Giga       | 111              | ii, 83                         | iv/5, 33                            |

La interpretación de la obra dura aproximadamente 9 minutos. Las suites de Händel, en su mayor parte, siguen el antiguo patrón de Johann Jakob Froberger (Allemande, Courante, Sarabande, Gigue, etc.). En ocasiones se añade un preludio o una ouverture al principio, y a veces se incluye una fuga en el medio. A menudo Händel incorpora algún tipo de variación, ya sea una zarabanda, un aire con variaciones o una chacona que por naturaleza es una forma de variación. Muestras de ello son "El herrero armonioso", que es el movimiento final de la Suite en mi mayor, HWV 430; o el tercer movimiento de la Suite en si bemol mayor, HWV 434, que proporcionó a Johannes Brahms el tema para sus Variaciones y fuga sobre un tema de Händel. Para Rovi Staff las suites son innegablemente inconsistentes: brillantes aquí, mediocres allá; rara vez son productos realmente acabados. Sin embargo, también son una prueba de la fértil mente de Händel; una vez que uno llega a conocerlas, parecen rebosar de vida. Es como si el compositor no se molestara en retocar lo que había escrito: su mente ya estaba agitándose con el siguiente pensamiento; y para cuando ese siguiente pensamiento había sido esbozado, ya había pasado a algún nuevo proyecto que exigía toda su atención (probablemente una ópera o un oratorio). Sus suites para clave son como una bolsa de mezclas musicales, una cuba en la que arrojaba ideas sin promesas ni garantías. Naturalmente, su escucha es fascinante.

### I.Preludio
El primer movimiento fue parcialmente utilizado en el preludio de la Suite para teclado HWV 428 y otra versión del mismo se encuentra en la pieza HWV 561 de Händel. El preludio no apareció en la primera edición publicada por John Walsh.

### IV.Sarabanda
El cuarto movimiento lleva por título Sarabanda y es el más famoso de la pieza. Está basado en el tema de la folía y cuenta con dos variaciones. 

## Influencia
La pieza sirvió como inspiración a otros compositores para crear nuevas composiciones: 
- En 1897 el compositor noruego Johan Halvorsen creó Sarabande con variazioni, que es un tema y 11 variaciones basadas en la Sarabanda.
- En 1885 el compositor austríaco Eusebius Mandyczewski escribió 30 Variationen über ein Thema von G. Fr. Händel, Op. 5 (30 Variaciones sobre un tema de G. Fr. Händel), que como el propio título indica son un tema y 30 variaciones también basadas en la melodía de la Sarabanda.

## En la cultura popular
Esta obra, en especial la Sarabanda, ha servido de inspiración a artistas musicales de diversos géneros para crear sus propias versiones. Tanto las adaptaciones como las interpretaciones de la pieza original han sido incluidas en multitud de bandas sonoras de películas, programas de televisión, videojuegos, etc.

### Adaptaciones
Cuarto movimiento
- 1988 – "Sketch of Love", canción perteneciente al álbum homónimo del contratenor francés Thierry Mutin.
- 2000 – "Odysseus", tema del disco Liberta de la cantante francesa Arielle Dombasle.
- 2001 – "Still a Queen (In My End is my Beginning)", canción del álbum Eternal Woman de la cantante holandesa Petra Berger en la que la Sarabanda se oye con una letra que trata sobre la reina María I de Escocia.
- 2005 – "Handel on Your Face", pista del álbum BodyRockers del dúo británico-australiano de música electrónica BodyRockers.
- 2006 – "Les reufs meurent", tema del disco Les sirènes du charbon del rapero franco-congolés Despo Rutti que usa la Sarabanda como base.

### Inclusión en bandas sonoras
- 1963 – Tom Jones, film de Tony Richardson ambientado en el siglo XVIII.
- 1975 – Barry Lyndon, película de Stanley Kubrick también ambientada en el siglo XVIII a lo largo de la cual se escucha de forma continua un arreglo orquestal de la Sarabanda que contribuyó a popularizar la pieza.[2]
- 2001 – Redacted, largometraje dirigido por Brian De Palma en cuya banda sonora figura el mismo movimiento.
- 2018 – The ABC Murders, miniserie de televisión basada en la novela homónima de Agatha Christie y protagonizada por John Malkovich como Hércules Poirot. En su primer episodio se utilizó una versión orquestal.
- 2018 – Narcos: México, serie en cuyo episodio 1x06 "La última frontera" se escucha la Sarabanda.
- 2019 – What We Do in the Shadows, serie televisiva en cuyo episodio piloto también aparece la Sarabanda.